# Future Games (producent gier)
Future Games jest czeską firmą zajmującą się wydawaniem, produkowaniem i dystrybuowaniem gier komputerowych od 1996 roku. Założona przez Martina Malika. W 1999 po dołączeniu Marcela Spety przekształcona w spółkę z ograniczoną odpowiedzialnością.
Gry produkcji Future Games:
- The Black Mirror (2003)
- Zaginiona historia: Tale of Hero
- Nibiru: Wysłannik Bogów (2005)
- Reprobates: U bram śmierci (2007)
- Alter Ego